# YUUKI (CHAIのメンバー)
YUUKI（ユウキ）は、日本のアーティスト。4人組のバンド・CHAIの元メンバーで、ベースや作詞、アートワークなどを担当した。ファッションブランド「YMYM」クリエイティブディレクター。

## 経歴
岐阜県出身。バンドもベースも未経験だったが、大学在学中にマナに誘われてバンドに加入、2012年にCHAIが結成された。
名古屋を中心に活動していたが、2016年に上京し、2017年にメジャーデビュー。
2024年1月18日に、同年1月から3月にかけて開催される全国ツアー「CHAI JAPAN TOUR 2024『We The CHAI Tour!』」を最後にバンドを解散することを発表した。

## アート活動
2019年、ONE PIECEのアートプロジェクト「BUSTERCALL」に作品を提供。
2020年4月、Awesome City ClubのPORINがディレクターを務めるファッションブランド「yarden」のコラボレーションプロジェクト「yarden+」の第2弾に参加。
2021年4月より、洋服や陶芸作品を展開するプロジェクト『YMYM（ワイエムワイエム）』を開始。8月にはNEWoMan新宿で初のポップアップストアを開催。
2022年12月22日から翌年の1月22日まで、初のアート個展「NEW STREET」を東京都渋谷区恵比寿にあるNADiff a/p/a/r/tで開催。
2022年12月には雑誌『POPEYE』とLIFE LABELのコラボ企画「Mr.Standard」に参加。
2023年3月11日から28日まで、名古屋市金山の24PILLARSで個展「NEW STREET in Nagoya」を開催、SHIMANTOGAWAMOTOKO、ヌケメの個展も同時に開催される。
2023年4月15日と16日の2日間、YUUKI主催による「Art Culture Street 2023」を渋谷PARCO 10階のComMunEで開催。5月12日には初めての壁画アートが公開された。12月16日と17日の2日間、「Art Culture Street 2023」の第2弾を開催。

## その他の活動
- PARCO PRINT CENTERのインタビュー企画「ポスターのある風景」に登場[22]。
- 2021年、フィロソフィーのダンスの曲「フォーカス」の作詞を担当[23]。
- 2022年、『アンディ・ウォーホル・キョウト』展の対談インタビュー企画「Perspective」に登場[24]。